# Geositta peruviana
Mineiro-peruano ou curriqueiro-peruano (Geositta peruviana) é uma espécie de ave da família Furnariidae.
É endémica do Peru.
Os seus habitats naturais são matagal árido tropical ou subtropical.